# マジックソフトウェア・ジャパン
マジックソフトウェア・ジャパン株式会社（Magic Software Japan K.K.）は、イスラエルに本社を置く、ローコード開発ツール「Magic xpa Application Platform」とデータ連携ツール「Magic xpi Integration Platform」のソフトウェアベンダー、Magic Software Enterprises（NASDAQ：MGIC）の日本法人である。
本社は東京都新宿区にあり、その他の事業拠点として、札幌、仙台、信越、名古屋、大阪、岡山、広島、福岡にそれぞれ営業所がある。

## 会社概要
設立　1998年1月30日登記　(1999年2月1日より営業開始)
資本金　1億円 (マジックソフトウェア・エンタープライゼス　100%)
所在地　〒169-0074 東京都新宿区北新宿二丁目21番1号　新宿フロントタワー24階
電話　03-5937-3300（代表）
代表　代表取締役社長 佐藤 敏雄

## 事業内容
アプリケーションプラットフォーム分野：ローコード開発ツール「Magic xpa Application Platform」、および関連製品の仕入/製造、販売業務
システム連携ソリューション分野：データ連携ツール「Magic xpi Integration Platform」 の仕入/製造、販売業務
プロフェッショナルサービス：
- ツール製品の教育、サポート業務
- 上記ツール関連プロジェクトの支援業務
- アプリケーション・システムの受託開発業務

## 主な提供製品

### Magic xpa Application Platform（ローコード開発ツール）
導入実績No.1のローコード開発ツール
Magic xpaは、Web、モバイル、およびデスクトップのビジネスアプリケーションを簡単かつ迅速に作成できるローコード開発ツールです。Magic xpaで開発された業務システムは国内45,000社以上に導入されています。
1. Javaや.NET等の5～10倍の生産性。短期開発とその後の柔軟で自由なカスタマイズが可能
2. Magic xpaアプリケーションは、PC（Windows）と、モバイル（iOS、Android）で動作します。個別に開発・メンテナンスする必要がある
3. OSやDBなどのバージョンアップ対応が容易。せっかく作ったシステムを捨てずに、長く使い続けることができるので投資を無駄にしない

Magic xpa無料体験版をダウンロード
Magic xpa価格表をダウンロード
Magic xpa紹介資料をダウンロード

Magic xpa周辺ツール
- 「ＭＯＪＩＲＵ」（高機能AI-OCRコンポーネント）
- TSmagicMagic（専用仮想デスクトップ）
- ReportsMagic（帳票作成ツール）
- MagicPatrol（ログ解析、実行・運用監視ツール）
- Magic Optimizer（Magic xpaアプリケーションの最適化・可視化・ドキュメント生成ツール）
- Magic Compare & Merge(Magic xpaプロジェクトの比較/マージツール)
- Actian Zen for Magic
- おしえてスマホCRM
- Android ハンディターミナルアプリ開発

ユーザー事例
永谷園　静岡青色申告会　日本ムーグ　トクサイ　青森共同計算センター　日本商工会議所　他多数

### Magic xpi Integration Platform（データ連携ツール）
クラウドもオンプレミスも、すべてをつなぐデータ連携プラットフォーム
66種類以上のアダプタ・コネクタによるリアルタイム連携。ノーコードでドラッグ＆ドロップの簡単連携。
1. 豊富なトリガーでリアルタイム連携
2. 業務プロセスの自動化を簡単に
3. ビジネスの変化にすばやく対応

Magic xpi無料体験版をダウンロード
Magic xpi価格表をダウンロード
Magic xpi紹介資料をダウンロード
ユーザー事例
トリドール　Mipox　三ッ輪ホールディングス　TIS　学研　ミルボン